# 73e division de cavalerie
Pour les articles homonymes, voir 73e division.
La 73e division de cavalerie (en russe : 73-я кавалерийская дивизия) est une unité de l'armée rouge créée en août 1941 et dissoute en avril 1942. Elle n'est cependant pas engagée dans les combats de la Seconde Guerre mondiale. 

## Historique
La division est formée dans le district militaire de Sibérie par ordre du Comité d'État à la Défense daté du 11 août 1941.
Par ordre du 4 janvier 1942, la division est affectée au 16e corps de cavalerie du district militaire de Moscou, avec la 74e division de cavalerie. Elle rejoint la gare de Kourovskoïe (ru).
Elle est transformée le 7 juillet 1942 en 55e division de cavalerie (2e formation).

## Commandants
- 1er octobre 1941 - 8 février 1942 : colonel Alexeï Fedorovitch Cherekine[2]
- 9 février 1942 - 6 juillet 1942 : colonel Ivan Terentievitch Tchalenko (ru)[2]